# Volost
Volost (em russo:  волость) era uma tradicional divisão administrative da Europa Oriental.
Históricamente, entre os antigos Eslavos do Leste (os  hoje russo, ucraniano e bielorrusso ) um volost era o nome de um território governado por um knyaz (de nobreza real), uma , principalidade; podia ser um prícipe de poder absoluto ou poderá haver diversos graus de autonomia em relação ao Velikiy Knyaz (Grão-príncipe). Desde o início do século XIV um volost era uma das unidades administrativas no Grão-Ducado da Lituânia, Polônia antiga e Moscóvia, território hoje da Letônia e Ucrânia. Desde meados do século XIV era parte de distritos provinciais que eram chamados em "uyezd" em Moscóvia, mais tarde Império Russo. Cada uyezd tem diversos volosts que se subordinavam à cidade “uyezd”.
Depois da abolição da servidão na Rússia em 1861, volost passou a ser uma unidade local e auto-administrada de camponeses. Uma quantidade de mirs formavam um volost, que tinha uma assembleia consistente  de delegados dos mirs. Esses delegados elegiam um membro mais idoso  (starshina) e, daí, uma Corte de Justiça (volostnoy sud). O Autogoverno (autonomia) dos mirs e volosts era, porém, moderado pela autoridade de comissários de polícia (stanovoi) e pelo poder de fiscalização exercido por representantes dos "Comitês distritais dos assuntos dos campônios".
Foram abolidos pela reforma administrativa da União Soviética de 1923–1929. Raions podem ser considerados hoje como algo equivalente aos volosts ou uyezds.
Na Rússia moderna, a subdivisão em volosts em usada ainda na República da Carélia, onde os volosts têm o mesmo status dos raions e nos oblasts de Leningrado, Pskov, Samara e Tulas, onde os volosts são considerados como subdivisões dos raions, tendo o mesmo status dos selsovets em outras divisões Federais da Rússia.

## Administração
Os Volosts eram governados pelas chamadas administração de volost (волостное правление, volostnoye pravleniye), que consistiam de um chefe de volost (volostnoy starshina), chefes das vilas (starostas) e outros oficiais eleitos pelas Assembleias dos Volosts  (волостной сход, volostnoy skhod).
A Corte do Volost era uma Corte eleita também pela Assembleia do Volost e que cuidar de pequenos casos civis e criminais, podendo decidir sobre penas como castigos corporais, multas ou prisão.